# Jason Standridge
Jason Wayne Standridge (* 9. November 1978 in Birmingham, Alabama) ist ein amerikanischer Baseballspieler. Der rechtshändige Pitcher spielte von 2001 bis 2007 in der nordamerikanischen Major League Baseball und wechselte danach in den japanischen Profibaseball. Dort spielte er von 2007 bis 2017 und gewann zweimal die Japan Series. Er beendete seine Karriere 2018.

## Karriere
Standridge besuchte die Highschool in Trussville, einem Vorort von Birmingham. Im MLB Draft 1997 wurde er in der ersten Runde von den Tampa Bay Rays ausgewählt, sein Debüt in der Major League gab er 2001 und kam insgesamt neun Mal, vor allem als Relief Pitcher zum Einsatz. 2003 warf er sieben Spiele von Beginn, erzielte dabei aber keinen Win und fünf Losses. Nach der Spielzeit 2004, in der er nur vier Major-League-Einsätze hatte, wurde er zum Free Agent. 2005, als er zunächst von den Texas Rangers unter Vertrag genommen, dann aber bereits im Juni 2005 freigegeben wurde, kam er bei den Cincinnati Reds als Reliever häufiger zum Einsatz (2005: 31 Innings in 32 Spielen).
2006 kam Standridge durch einen Waiver-Trade zu den New York Mets, wechselte aber noch vor Beginn der Saison 2007 zu den Kansas City Royals, die ihn bereits im Mai als Free Agent wieder freigaben. Er unterzeichnete einen Vertrag mit den Fukuoka SoftBank Hawks, die ihn erstmals seit 2001 wieder als Starter der ersten Mannschaft einsetzten. 2008 war er durch eine Schulterverletzung beeinträchtigt, und sein Vertrag wurde nach nur drei schwachen Auftritten in der ersten Mannschaft aufgelöst. Nach einem kurzen Intermezzo 2009 als Minor Leaguer bei den Florida Marlins wurde er im April wieder entlassen. 
2010 kam er durch einen Vertrag über ¥ 40 Millionen mit den Hanshin Tigers zum zweiten Mal nach Japan. In der Saison 2010, in der die Tigers mit den Dragons und den Giants um den Titel der Central League kämpften, gehörte Standridge hinter Yasutomo Kubo zu den besten Startern der Tigers: In 23 Einsätzen verbuchte er 11 Wins, 5 Losses und einen ERA von 3.49.
Nach seinem Abschied von den Tigers 2013 kehrte er zu den Fukuoka SoftBank Hawks zurück, wo er 2014 und 2015 maßgeblich zum Gewinn der Japan Series beitrug. In diesen beiden Jahren verbuchte er 21 Siege bei 15 Niederlagen. 2016 wechselte er zu den Chiba Lotte Marines, wo er noch zwei weitere Jahre spielte, bevor er sich 2018 vom Profisport zurückzog. Standridge beendete seine Karriere mit einer NPB-Bilanz von 72 Siegen und 65 Niederlagen sowie einem ERA von 3.31.